# Johann Lonfat
Johann Lonfat (Martigny, Suiza, 11 de septiembre de 1973) es un exfutbolista suizo que jugaba en la posición de centrocampista.

## Clubes
| Club                   | País    | Año       |
| ---------------------- | ------- | --------- |
| FC Martigny-Sports     | Suiza   | 1991-1992 |
| FC Sion                | Suiza   | 1992-1998 |
| Servette FC            | Suiza   | 1998-2002 |
| FC Sochaux-Montbéliard | Francia | 2005-2007 |
| Servette FC            | Suiza   | 2007-2009 |
| FC Martigny-Sports     | Suiza   | 2009      |